# Algemeen Afgevaardigde van de Vlaamse Regering
De Algemeen Afgevaardigde van de Vlaamse Regering is de diplomaat die namens de Minister van Buitenlands Beleid van de Vlaamse regering Vlaanderen vertegenwoordigt in andere landen en bij internationale organisaties. De vertegenwoordiger van de Vlaamse Regering ressorteert protocollair onder de Ambassadeur van België, maar behartigt op een autonome wijze de belangen van de Vlaamse Regering (Vlaams Gewest en Vlaamse Gemeenschap).
Net zoals alle andere diplomatieke vertegenwoordigers wisselen de vertegenwoordigers van de Vlaamse Regering na een bepaalde tijd van post. Dit gebeurde voor het laatst in 2014. Sinds 2014 heten de vertegenwoordigers van de Vlaamse Regering officieel Algemeen Afgevaardigden van de Vlaamse Regering.

## Juridische grondslag
Als gevolg van de vierde staatshervorming van België (met het sluiten van het zogenaamde Sint-Michielsakkoord in 1993) krijgt elk bestuursniveau, waaronder dus ook Vlaanderen, de bevoegdheid om verdragen te sluiten met betrekking tot de bevoegdheden waarover zij binnen het Belgische staatsbestel zelf beschikken volgens het beginsel in foro interno, in foro externo. Zij beschikken dus over het ius tractatum. Daarnaast krijgen de deelstaten ook de bevoegdheid om eigen diplomaten uit te zenden, het ius legationis. De Gewesten en Gemeenschappen beschikken over de grootst mogelijke autonomie om hun eigen bevoegdheden uit te oefenen. Er bestaat geen juridische hiërarchie tussen het federale en het regionale niveau.

## Types van Vlaamse vertegenwoordiging

### De vertegenwoordiger van de Vlaamse Regering
De (diplomatieke) vertegenwoordiger van de Vlaamse Regering heeft een zeer brede politieke en diplomatieke opdracht. Hij hangt administratief af van het Departement Internationaal Vlaanderen, maar vertegenwoordigt in het betrokken ambtsgebied de hele Vlaamse Regering en is bevoegd voor alle materies waarvoor de Vlaamse overheid bevoegd is, zijnde cultuur, onderwijs, wegen en waterwegen, ruimtelijke ordening, leefmilieu, waterbeleid, landbouw en visserij, wetenschapsbeleid, enz.
Hij is niet bevoegd voor domeinen als export, aantrekken investeringen, en toerisme. Deze taken zijn voorbehouden aan speciale Vlaamse vertegenwoordigers (zie verder).
De opdracht van de vertegenwoordiger bestaat erin met betrekking tot zijn ambstgebied: opportuniteiten te detecteren voor samenwerking met Vlaanderen, het rapporteren over voor Vlaanderen relevante ontwikkelingen, het plegen van overleg en onderhandelen met partners, het ontwikkelen van en deelnemen aan representatieve activiteiten en in het algemeen Vlaanderen op de kaart zetten.

### De Vlaamse Economische Vertegenwoordiger
De Vlaamse Economische Vertegenwoordiger (VLEV) hangt administratief af van het Vlaams Agentschap voor Internationaal Ondernemen (Flanders Investment & Trade).
De VLEV prospecteert opportuniteiten voor Vlaamse bedrijven in het buitenland of assisteert buitenlandse bedrijven die willen investeren in Vlaanderen. De VLEV levert ook marktstudies met informatie over marktpotentieel, distributiekanalen, trends, concurrenten, reglementering en staat mee in voor de organisatie en het goede verloop van handelszendingen, groepsdeelnames aan internationale beurzen en promotiecampagnes. De VLEV maakt in het betrokken ambtsgebied afspraken voor Vlaamse bedrijven, zodat zakenreizen die zij ondernemen efficiënt en met een maximum aan resultaat verlopen.

### De directeur van het kantoor van Toerisme Vlaanderen-Brussel
De directeur van Toerisme Vlaanderen-Brussel in het ambtsgebied rapporteert aan het Agentschap Toerisme Vlaanderen. Hij/zij promoot Vlaanderen als bestemming voor buitenlandse toeristen en zakenmensen. 
De hoofdopdracht van Toerisme Vlaanderen is het promoten van Vlaanderen als vakantiebestemming in het buitenland. Vooral de Vlaamse kunststeden (inclusief Brussel), de kust en de Vlaamse natuur worden gepromoot via diverse kanalen: de media, de reisindustrie, promotiecampagnes, rechtstreekse marketing en direct naar de consument.

### De vertegenwoordiging van de Vlaamse Dienst voor Agro-Marketing (VLAM)
Deze dienst heeft tot taak de Vlaamse landbouw te promoten. VLAM heeft een kantoor Parijs en één in Keulen. Deze vertegenwoordigers promoten de buitenlandse distributie van Vlaamse landbouwproducten door deelname aan voedings- en vakbeurzen en via contacten met de vakpers.

### De vertegenwoordiging van het Vlaams Agentschap voor Internationale Samenwerking (VAIS)
In elk van de drie partnerlanden voor internationale samenwerking (Zuid-Afrika, Mozambique en Malawi) heeft het VAIS een vertegenwoordiging. De vertegenwoordiger is het eerste aanspreekpunt ter plaatse voor de huidige en potentiële partners. Zij doen aan prospectie, identificatie en opvolging van projecten en programma's die de Vlaamse Regering afsluit met de lokale overheid en organisaties. Ze volgen ook de lokale situatie op op sociaal, economisch, politiek, e.a. vlak. De projecten en programma's kaderen steeds in de strategienota's die de Vlaamse Regering afsluit met het partnerland.

## Vlaamse huizen
In vele gevallen zijn deze vertegenwoordigers gehuisvest binnen het federale ambassadegebouw in het betrokken land.
Op enkele (voor Vlaanderen belangrijke) standplaatsen, waar meerdere vertegenwoordigers samen actief zijn, heeft de Vlaamse Regering er echter voor geopteerd om deze samen te huisvesten, fysiek gescheiden van de Belgische ambassade. Deze standplaats fungeert dan als Vlaamse ambassade. Daardoor wordt gematerialiseerd wat het Belgische federalisme zo uniek maakt: Vlaanderen beschikt over internationale bevoegdheden met eigen autonome externe vertegenwoordiging. Door het samenvoegen van deze diensten onder één dak wordt uiteraard ook de samenwerking tussen deze diensten extra gestimuleerd.
Op volgende plaatsen is een dergelijke Vlaamse vertegenwoordiging, met de verschillende Vlaamse diensten samen, gehuisvest buiten de Belgische ambassade: Wenen (1993), Den Haag (1999), Pretoria (1999), Parijs (2002), Londen (2003), Warschau (2007), New York (2009) en Madrid (2009).

## Vlaamse vertegenwoordigers in het buitenland
De Vlaamse overheid heeft een netwerk van 120 vertegenwoordigers in het buitenland. Daarvan zijn er de volgende 11 diplomatieke vertegenwoordigers voor algemeen-politieke belangen.

### Gevestigd in Vlaams Huis
| Vertegenwoordiging                                     | Vestiging                   | Opening | Bevoegdheid                                                              |
| ------------------------------------------------------ | --------------------------- | ------- | ------------------------------------------------------------------------ |
| Vertegenwoordiging van de Vlaamse Regering in Wenen    | Wenen, Oostenrijk           | 1993    | Oostenrijk, Hongarije, Tsjechië, Slowakije en Slovenië                   |
| Vertegenwoordiging van de Vlaamse Regering in Den Haag | Den Haag, Nederland         | 1999    | Nederland                                                                |
| Vertegenwoordiging van de Vlaamse Regering in Pretoria | Pretoria, Zuid-Afrika       | 1999    | Zuid-Afrika, Malawi, Mozambique, Lesotho, Swaziland, Namibië en Botswana |
| Vertegenwoordiging van de Vlaamse Regering in Parijs   | Parijs, Frankrijk           | 2002    | Frankrijk, Raad van Europa, UNESCO en OESO                               |
| Vertegenwoordiging van de Vlaamse Regering in Londen   | Londen, Verenigd Koninkrijk | 2003    | Verenigd Koninkrijk                                                      |
| Vertegenwoordiging van de Vlaamse Regering in Warschau | Warschau, Polen             | 2007    | Polen, Estland, Letland en Litouwen                                      |
| Vertegenwoordiging van de Vlaamse Regering in Madrid   | Madrid, Spanje              | 2009    | Spanje                                                                   |
| Vertegenwoordiging van de Vlaamse regering in New York | New York, Verenigde Staten  | 2009    | Verenigde Staten                                                         |

### Geen aparte vestiging
- Duitsland, Berlijn (in Belgische ambassade)
- Europese Unie, Brussel
- Internationale Organisaties (zoals IAO en WGO) te Genève (met standplaats te Brussel)